# سام دوم
سام دوم یا سامس دوم دومین پادشاه ایرانی‌تبار کوماژن بود. او پسر و جانشین بطلمیوس کوماژن بود. سامس در سال ۱۰۹ پیش از میلاد پس از ۲۱ سال حکومت درگذشت و پسرش مهرداد یکم کالینیکوس جانشین او شد.